# باشگاه فوتبال ترورو سیتی
باشگاه فوتبال ترورو سیتی (به انگلیسی: Truro City Football Club) یک باشگاه فوتبال در شهر ترورو، کشور انگلستان است که در سال ۱۸۸۹ میلادی تأسیس شده‌است.